# Miklós Rózsa
Miklos Rozsa (n. 18 aprilie, 1907 - 27 iulie, 1995) a fost un compozitor maghiar, cunoscut pentru coloanele sale sonore, în special pentru cea a filmului din 1959, Ben-Hur.

## Biografie
Miklos Rozsa s-a născut la Budapesta și a cunoscut muzica folclorică maghiară prin intermediul mamei sale, o pianistă clasică care a studiat cu foști elevi ai lui Franz Liszt și prin tatăl său, un industriaș și deținător de pământuri care iubea muzica tradiționala maghiară. A început să studieze vioara la vârsta de 5 ani, apoi viola și pianul. La vârsta de 8 ani cânta în public și compunea. A cules de asemenea melodii folclorice din zona nordică, lângă Paloc.
Lui Rozsa nu prea îi plăcea viața la Budapesta așa ca a venit în Leipzig, sub pretextul de a studia chimia, dar cu gândul și la muzică. Până la urma, a sfârșit prin a se dedica totalmente muzicii, studiind la Conservatorul din Leipzig, sub îndrumarea lui Hermann Grabner, fost student al lui Max Reger.
Primele două lucrări publicate ale lui Rozsa, Trio pentru Coarde Op. 1 și Cvintet pentru Pian Op. 2, au fost publicate în Leipzig iar în 1929 a primit diploma cum laude. O vreme a rămas în Leipzig ca asistentul lui Grabner dar la sugestia organistului și compozitorului francez Marcel Dupré, s-a mutat la Paris în 1932.
În Paris, Rozsa a compus muzică clasică, inclusiv Serenada Maghiară pentru orchestră mică, Op. 10. Rozsa a fost introdus muzicii de film în 1934 prin prietenul său, compozitorul Arthur Honegger. Ei au ținut un concert împreună interpretând compozițiile lor când Honegger i-a spus că a compus muzica pentru filmul Les Miserables. Rozsa a fost să asculte muzica și a fost foarte impresionat.
Totuși, în Londra Rozsa a început să se ocupe de muzica de film când a fost invitat să compună muzica filmului Knight Without Armour, regizat de maghiarul Alexander Korda. După următoarea sa coloană sonoră (Thunder In The City), a intrat în echipa studioului lui Korda, London Films.
În 1939, Rozsa s-a dus la Hollywood pentru a termina muzica din filmul The Thief of Bagdad. Rozsa a rămas în California pentru tot restul vieții sale, compunând muzica pentru peste 100 de filme. Din cele 17 nominalizări la premiile Oscar, Rozsa a câștigat 3 trofee: pentru Spellbound (1945), A Double Life (1947) și pentru lucrarea vieții sale, Ben-Hur (1959). Alte coloane sonore marcante includ King of Kings (1961), El Cid (1961), The Private Life of Sherlock Holmes (1971) și muzica sa foarte stilată și descriptivă pentru The Golden Voyage of Sinbad (1974).

## Nominalizări și premii

### Premiile Oscar
- 1941 - The Thief of Bagdad
- 1942
  - Lydia
  - Sundown
- 1943 - The Jungle Book
- 1945
  - The Woman of the Town
  - Double Indemnity
- 1946
  - Spellbound
  - The Lost Weekend
  - A Song to Remember
- 1947 - The Killers
- 1948 - A Double Life
- 1952 - Quo Vadis
- 1953 - Ivanhoe
- 1954 - Julius Caesar
- 1960 - Ben-Hur
- 1962 - El Cid (două nominalizări, pentru coloană sonoră și melodie)

### Globurile de Aur
- 1953 - Ivanhoe
- 1962
  - King of Kings
  - El Cid